# Ashok Leyland U-Truck
Ashok Leyland U-Truck — це великотоннажна вантажівка виробництва Ashok Leyland. Кабіну було розроблено на основі Ford Cargo.